# 君侯同盟
君侯同盟（くんこうどうめい、ドイツ語: Fürstenbund、諸侯同盟（しょこうどうめい）とも）は、1785年にプロイセン王国主導で締結された神聖ローマ帝国領邦間の同盟。

## 締結まで
バイエルン継承戦争後、フリードリヒ大王はオーストリアの拡張を阻止するための態勢を構築することを急務と考えるようになった。そのために、東ではロシアと協調関係を維持するべく腐心していたが、同時に神聖ローマ帝国内でもそのような仕組みを整える必要があった。皇帝ヨーゼフ2世の外交政策はプロイセン以外の諸侯にもオーストリアを警戒させるに十分なものであり、話は急速にまとまった。
こうして1785年6月、まずは帝国内で比較的大きな領邦である、ハノーファーおよびザクセンと同盟を締結し、続いて中堅あるいは小規模な諸領邦が続々と集まった。すなわちマインツ、ヘッセン＝カッセル、ブラウンシュヴァイク、ザクセン＝ゴータ、ザクセン＝ヴァイマル、ザクセン＝アンハルト侯、バーデン、バイロイト、アンスバッハ、メクレンブルク、ツヴァイブリュッケン、オスナブリュックである。

## 内容
この同盟ははっきりと反オーストリアの姿勢に立ったものである。同盟では、金印勅書やヴェストファーレン条約などで定められた領邦の不可侵の権利をどこまでも保持することを宣言し、これを侵そうとしているとの疑いのある皇帝（すなわちオーストリア）に対して共同して抵抗すると、オーストリアを強く牽制している。

## 影響
プロイセン主導でつくられたこの同盟に多くの領邦が参加したことは、帝国内の勢力がプロイセン、オーストリアの2つの勢力にはっきりと分かれたことを示している。大王は同盟をつくった翌年には死去した。事実上大王最後の外交政策ということになる。この同盟は後のプロイセンに大きく役立つことになるが、その様子は大王の想定していたものとは大きく違っていた。すなわち、フランス革命の勃発により、この同盟がオーストリアの拡張阻止ではなく、フランスとオーストリアの戦争の中で北部・中部ドイツを（プロイセンの後見に基づく）中立地帯とし、いわゆるプロイセン勢力圏にしたことである。この勢力圏はナポレオンに一度粉砕されることになるが、後に形を変えて復活する。